# Wendy Bosmans
Wendy Bosmans (Bree, 18 september 1976) is een Vlaamse psychologe die bekend werd door haar optreden in het televisieprogramma Supernanny.

## Biografie
Bosmans studeerde klinische psychologie (optie kind, jeugdige en gezin) aan de  Katholieke Universiteit Leuven. Nadien volgde zij een postuniversitaire opleiding gedragstherapie. Zij startte de eerste opvoedingswinkel mee op te Genk.
Ze kreeg nationale bekendheid door het VTM-programma Supernanny, waarin zij ouders hielp om hun kinderen, die ongewenst gedrag vertonen, op te voeden. Ze is de auteur van enkele boeken over opvoeden, waaronder Kinderen opvoeden. Zo lukt het beter, en geeft in Vlaamse gemeentes voordrachten over het onderwerp. Ze had een cameo in de serie Familie.
Wendy Bosmans was ook schepen tijdens de legislatuur 2006-2012 in de gemeente Meeuwen-Gruitrode voor de CD&V.